# Informació quàntica
En física i ciències de la computació, la informació quàntica és la informació física codificada en l'estat d'un sistema quàntic. La informació quàntica és l'entitat bàsica que s'estudia en el camp de la ciència de la informació quàntica, i es manipula utilitzant les tècniques d'enginyeria del processament d'informació quàntica. De manera anàloga a la informació clàssica, que pot ser processada amb ordinadors digitals, transmesa d'un lloc a un altre, manipulada amb algoritmes, i analitzada amb les matemàtiques de la informàtica teòrica, els mateixos procediments s'apliquen a la informació quàntica.